# Tv-pakke
En tv-pakke er en virtuel pakke, der indeholder et udvalg af tv-kanaler. Tv-pakker findes i forskellige størrelser alt efter, hvor mange kanaler der er en del af pakken. Disse pakker kan også være specialiserede, dvs. have mange kanaler, der beskæftiger sig med et bestemt emne som sport, natur eller programmer særligt for børn. Tv-pakker bliver udbudt af forskellige tv-udbydere herunder Viasat, Yousee og Telia.
Enkelte tv-udbydere tilbyder også tv-pakker, der er kombineret med bredbånd og telefoni.